# Чорний караван
Чорний караван — радянський художній фільм 1975 року, знятий на кіностудії «Туркменфільм».

## Сюжет
У центрі — розповідь про крах задумів англійського імперіалізму, який прагнув відторгнути Туркменію від Радянської Росії і перетворити її в колонію Британської імперії. Про провал досвідченого англійського розвідника, який діяв у 1918 році на території Туркестану.

## У ролях
- Борис Зайденберг — Форстер
- Ата Аловов — Мурат-хан
- Юрій Комаров — Кирсанов
- Баба Аннанов — Арсланбеков
- Лариса Бережна — епізод

## Знімальна група
- Режисер — Юрій Борецький
- Сценаристи — Олександр Юровський, Клич Кулієв
- Оператор — Анатолій Карпухін
- Композитор — Микола Каретников
- Художник — Олександр Чернов